# Allelujah! Don't Bend! Ascend!
Albums de Godspeed You! Black Emperor
Yanqui U.X.O.
(2002) Asunder, Sweet and Other Distress
(2015)
Allelujah! Don't Bend! Ascend! (parfois stylisé en majuscules) est le quatrième album du groupe de post-rock canadien Godspeed You! Black Emperor, publié par Constellation Records. Il s'agit de leur premier album studio depuis la sortie de Yanqui U.X.O. en 2002. L'album reçoit des critiques positives de la presse et est annoncé comme étant un véritable retour du groupe, gagnant le Prix de musique Polaris en 2013.
L'album marque le début d'un changement de style majeur pour le groupe, étant moins complexe techniquement et mettant plus l'accent sur les bourdons, tout en abandonnant le concept de mouvements. Le groupe garde ce format compositionnel jusqu'en 2021 et la sortie de l'album G_d's Pee at State's End!.

## Contexte
Les morceaux Mladic et We Drift Like Worried Fire sont des reprises de morceaux alors non publiés connus respectivement sous les noms de Albanian et Gamelan, qui ont été joués en concert pour la première fois en 2003. Après la reformation du groupe en 2010, le groupe est parti en tournée et a sorti l'album lors d'un concert à Boston le 1er octobre 2012, avec les dates de sorties prévues pour le 15 octobre en Europe et le lendemain dans les autres pays.
L'album contient plusieurs références aux manifestations du printemps érable. Efrim Menuck, l'un des membres du groupes, est lui-même vu lors de plusieurs manifestations. Les bruits de casseroles que l'on peut entendre à la fin de Mladic sont des échantillons de ces mêmes manifestations. De plus, en cas de précommande de la version vinyle de l'album, celui-ci est accompagné d'un carré rouge et d'une épingle, symboles de l'endettement étudiant et de la lutte contre l'augmentation des frais de scolarité au Québec. Enfin, dans l'une des notes accompagnant le disque vinyle de l'album, on peut y voir écrit : « Fuck le Plan nord. Fuck la Loi 78. Montreal right now forever ».

## Réception
Allelujah! Don't Bend! Ascend! reçoit des retours positifs des critiques. Eli Klemen de Sputnikmusic déclare que l'album possède « une grandeur et une profondeur immesurables » et qu'il est « une expérience inoubliable ». Andrzej Lukowski de Drowned in Sound affirme qu'il s'agit « d'un disque modestement magnifique » qui confirme le retour du groupe. Mark Richardson de Pitchfork établit un lien entre l'album et le reste des productions du groupe, concluant son analyse en disant que « cet album est à la fois nouveau et ancien d'un groupe dont on pensait qu'on n'en entendrait plus jamais, un album qu'on devrait apprécier tant qu'on le peut ». Tyler Kane de Paste donne une note de 8,9/10 à l'album, écrivant que « les titres éprouvés [de l'album] ne montrent pas seulement ce que le groupe fait de mieux, à savoir des morceaux instrumentaux longs, dramatiques et créant de la panique, mais rappellent également pourquoi le groupe est si important et a mené un mouvement si grand à la base ». Dom Lawson du Guardian donne 5 étoiles à l'album, parce que « la morale de Godspeed, qui suscite des vérités universelles sans prononcer un seul mot, est toujours aussi dévastatrice et efficace ».
L'album est également classé 13e sur la liste des 50 meilleurs albums de 2012 de Stereogum.
Le 23 septembre 2013, l'album gagne le Prix de musique Polaris 2013. Le groupe publie par la suite un communiqué critiquant les décorations de gala du prix lors d'une période d'austérité, affirmant « qu'organiser un gala juste pour que des musiciens s'affrontent afin de gagner un chèque au montant exorbitant ne sert pas la cause de la bonne musique. Peut-être que la prochaine cérémonie devrait se dérouler dans une salle plus sale, sans les grandes compagnies et les grands noms de la culture ». Malgré leurs critiques, le groupe accepte tout de même le prix, bien qu'ils en ont reversé le montant à un programme québécois d'éducation musicale dans les prisons.

## Liste des titres
L'édition vinyle de l'album regroupe les pistes les plus longues, Mladic et We Drift Like Worried Fire, sur un LP de 12 pouces accompagné par un autre disque de 7 pouces avec les morceaux plus courts Their Helicopters Sing et Strung Like Lights at Thee Printemps Erable. Sur la pochette du disque 12 pouces se trouvent des instructions qui indiquent dans quel ordre les faces doivent être lues, le format étant différent de la majorité des albums. L'ordre correct de lecture du vinyle est donc : face A1 (Mladic) , face B1 (Their Helicopters Sing), face A2 (We Drift Like Worried Fire) puis enfin face B2 (Strung Like Lights at Printemps Erable).
L'édition CD de l'album compile les quatre pistes dans le bon ordre, et sur un même disque.
| 1.    | Mladic                                 | 19:59 |
| 2.    | Their Helicopters Sing                 | 6:30  |
| 3.    | We Drift Like Worried Fire             | 20:07 |
| 4.    | Strung Like Lights at Printemps Erable | 6:31  |
| 53:07 |                                        |       |

## Crédits

### Godspeed You! Black Emperor
- Thierry Amar (en) : guitare basse, contrebasse, violoncelle, enregistrement et mixage sur Their Helicopters Sing et Strung Like Lights at Thee Printemps Erable
- David Bryant (en) : guitare électrique, dulcimer martelé, portasound, kemençe, enregistrement et mixage sur Their Helicopters Sing et Strung Like Lights at Thee Printemps Erable, photographie
- Bruce Cawdron : batterie, vibraphone, marimba, glockenspiel
- Aidan Girt (en) : tambours
- Karl Lemieux (en) : photographie
- Efrim Menuck : guitare électrique, vielle à roue, enregistrement et mixage sur Their Helicopters Sing et Strung Like Lights at Thee Printemps Erable, photographie
- Mike Moya (en) : guitare électrique, enregistrement et mixage sur Their Helicopters Sing et Strung Like Lights at Thee Printemps Erable
- Mauro Pezzente (en) : guitare basse
- Sophie Trudeau (en) : violon, Casio SK-5[4]

### Personnel technique
- Howard Bilerman (en) : enregistrement sur Mladic et We Drift Like Worried Fire
- Charles-André Coderre : photo de couverture
- Yannick Grandmont : photographie
- Timothée Herzog : Photo «Canada Atonal»
- Harris Newman : mastering[4]

## Classements
| Classement (2012)               | Meilleure position |
| ------------------------------- | ------------------ |
| Ultratop (Flandre)              | 49                 |
| Ultratop (Wallonie)             | 118                |
| Billboard 200                   | 45                 |
| Billboard (albums indépendants) | 9                  |
| Billboard (albums alternatifs)  | 13                 |
| Billboard (albums de rock)      | 18                 |
| Suomen virallinen lista         | 47                 |
| Album Top 100 (en)              | 95                 |
| OCC                             | 41                 |
| Schweizer Hitparade             | 94                 |